# Chaetopogon
Chaetopogon là một chi thực vật có hoa trong họ Hòa thảo (Poaceae).

## Loài
Chi Chaetopogon gồm các loài: